# Elyria (Nebraska)
Elyria é uma vila localizada no estado americano de Nebraska, no Condado de Valley.

## Demografia
Segundo o censo americano de 2000, a sua população era de 54 habitantes.
Em 2006, foi estimada uma população de 50, um decréscimo de 4 (-7.4%).

## Geografia
De acordo com o United States Census Bureau, a localidade tem uma área de 0,7 km², sem área coberta por água. Elyria localiza-se a aproximadamente 641 m acima do nível do mar.

## Localidades na vizinhança
O diagrama seguinte representa as localidades num raio de 32 km ao redor de Elyria.